# Aporandria specularia
Aporandria specularia är en fjärilsart som beskrevs av Achille Guenée 1857. Aporandria specularia ingår i släktet Aporandria och familjen mätare. Inga underarter finns listade i Catalogue of Life.

## Bildgalleri

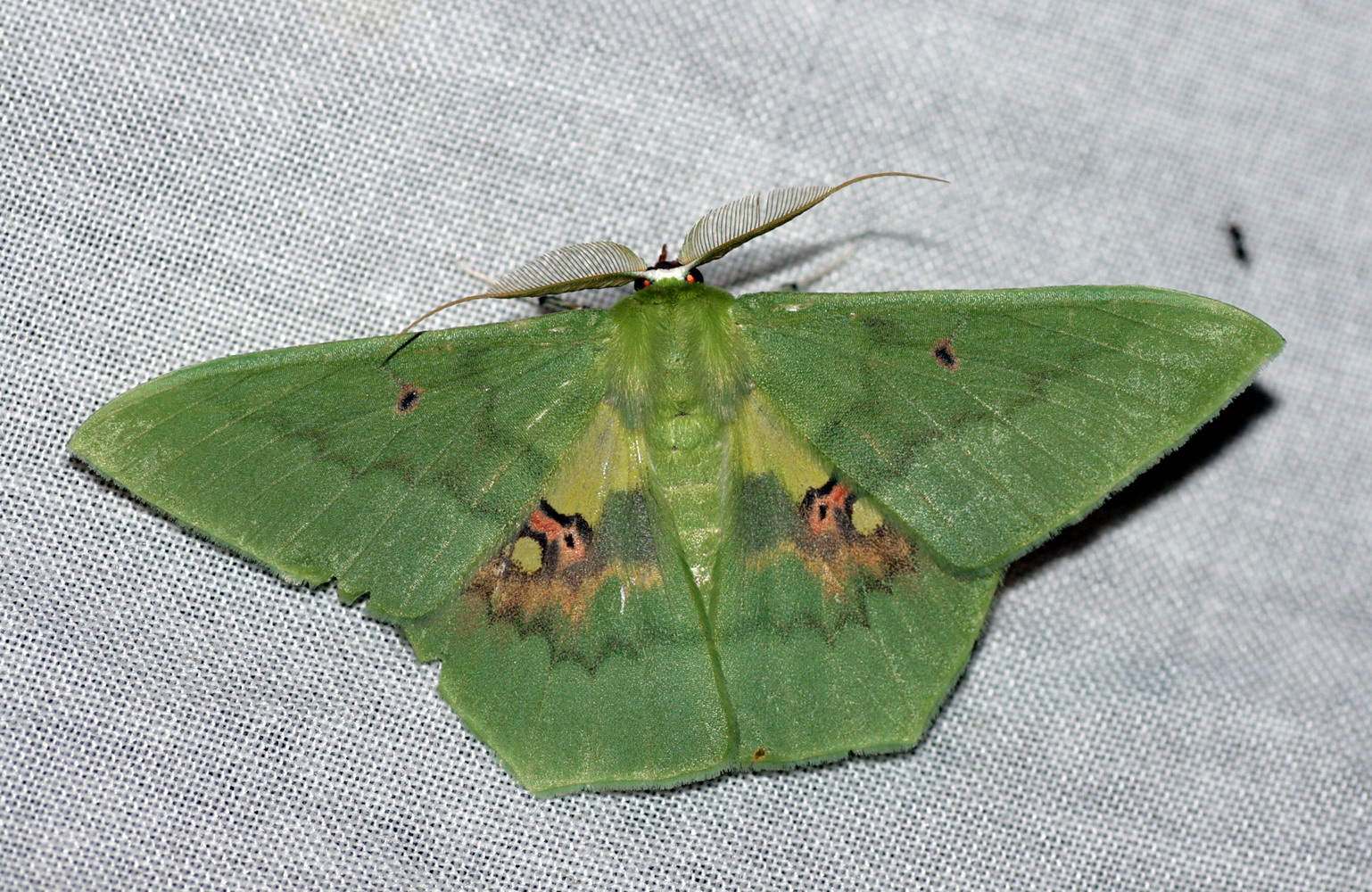
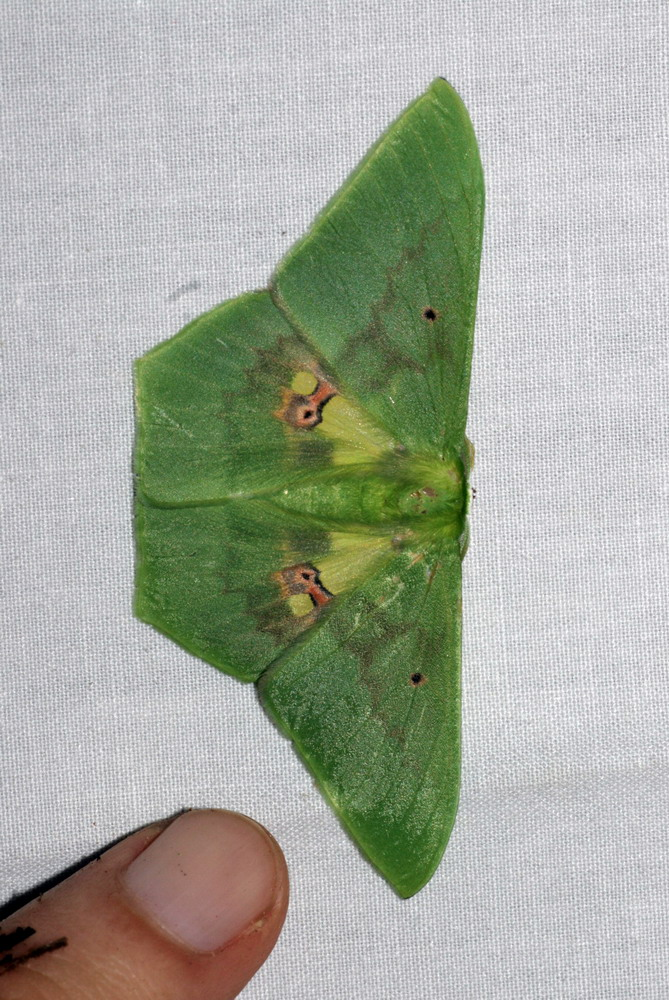